# Nikos Spiropoulos
Nikolaos "Nikos" Spiropoulos (Grieks: Νικόλαος "Νικός" Σπυρόπουλος) (Athene, 10 oktober 1983) is een Grieks betaald voetballer die bij voorkeur in de verdediging speelt. Hij verruilde in januari 2013 Panathinaikos FC voor het Italiaanse Chievo Verona. In november 2007 debuteerde hij in het Grieks voetbalelftal.
Spiropoulos' loopbaan in het betaald voetbal begon in 2001 bij PAS Giannina. Na drie seizoenen verkaste hij naar Panionios FC. Spiropoulos maakte deel uit van het Griekse nationale team tijdens onder meer het EK 2008 en het WK 2010.
1 Pavlenka ·
2 Camara ·
4 Peña ·
5 Michailidis ·
6 Lovren ·
7 Konstantelias ·
9 Tsjalov ·
11 Taison ·
14 Živković ·
15 Colley ·
16 Kędziora ·
18 Gómez ·
19 Otto ·
20 Vieirinha  ·
21 Rahman ·
22 Schwab ·
23 Sastre ·
25 Thymianis ·
27 Ozdojev ·
28 Wieteska ·
42 Kotarski ·
47 Shoretire ·
70 Samatta ·
71 Thomas ·
77 Despodov ·
80 Pelkas ·
82 Meïté ·
99 Tsiftsis ·
Coach: Lucescu